# الشنايم (يريم)

تعديل مصدري - تعديل

الشنايم محلة تابعة لقرية الواسطة، التابعة لعزلة رعين بمديرية يريم إحدى مديريات محافظة إب في الجمهورية اليمنية.، بلغ تعداد سكانها 33 حسب تعداد اليمن لعام 2004.